# Przychód ewidencjonowany
Przychód ewidencjonowany – zgodnie z Rozporządzeniem Ministra Finansów z dnia 17 grudnia 2021 r. w sprawie prowadzenia ewidencji przychodów i wykazu środków trwałych oraz wartości niematerialnych i prawnych jest przychodem powstałym wskutek zobowiązania podatnika do prowadzenia ewidencji przychodów. Ryczałt od przychodów ewidencjonowanych, należy do grupy uproszczonych form opodatkowania podatkiem dochodowym. Podstawę opodatkowania w przypadku tej metody stanowi przychód, osiągnięty przez przedsiębiorcę, który nie uwzględnia kosztów. W celu wyliczenia podatku należy systematycznie prowadzić ewidencję przychodów, zawierającą pozycje, w których ujmuje się każdą sprzedaż, związaną z aktualnie prowadzoną działalnością.

## Zakres podmiotowy
Z rozliczania się za pomocą ryczałtu może skorzystać jedynie określona grupa podatników. Są to głównie osoby, które prowadzą jednoosobowe działalności gospodarcze, spółki cywilnej lub spółki jawne. Kolejnymi warunkami, jakie należy spełnić (w roku, który poprzedza rok podatkowy), aby móc się rozliczać za pomocą tej formy opodatkowania, są:
- przychody osiągnięte w wyniku prowadzenia samodzielnej działalności, nie mogą przekroczyć – 250 000 EUR
- przychody osiągnięte w wyniku prowadzenia działalności, występującej w formie spółki, w wysokości przychodów (należących do wspólników) – 250 000 EUR

W przypadku, gdy podatnik w poprzednim roku podatkowym prowadził samodzielną działalność i w tym samym okresie działalność, która posiadała formę spółki – przychody do obliczenia limitu, nie będą się sumowały. Limity zarówno dla samodzielnej działalności, jak i również działalności w formie spółki, określone są za pomocą odrębnych przepisów.

## Podstawa opodatkowania
Art. 14 ustawy o podatku dochodowym od osób fizycznych określa, że przychodem z działalności są „kwoty należne, choćby nie zostały faktycznie otrzymane, po wyłączeniu wartości zwróconych towarów, udzielonych bonifikat i skont. U podatników dokonujących sprzedaży towarów i usług opodatkowanych podatkiem od towarów i usług za przychód z tej sprzedaży uważa się przychód pomniejszony o należny podatek od towarów i usług”.